# Genus (matemáticas)

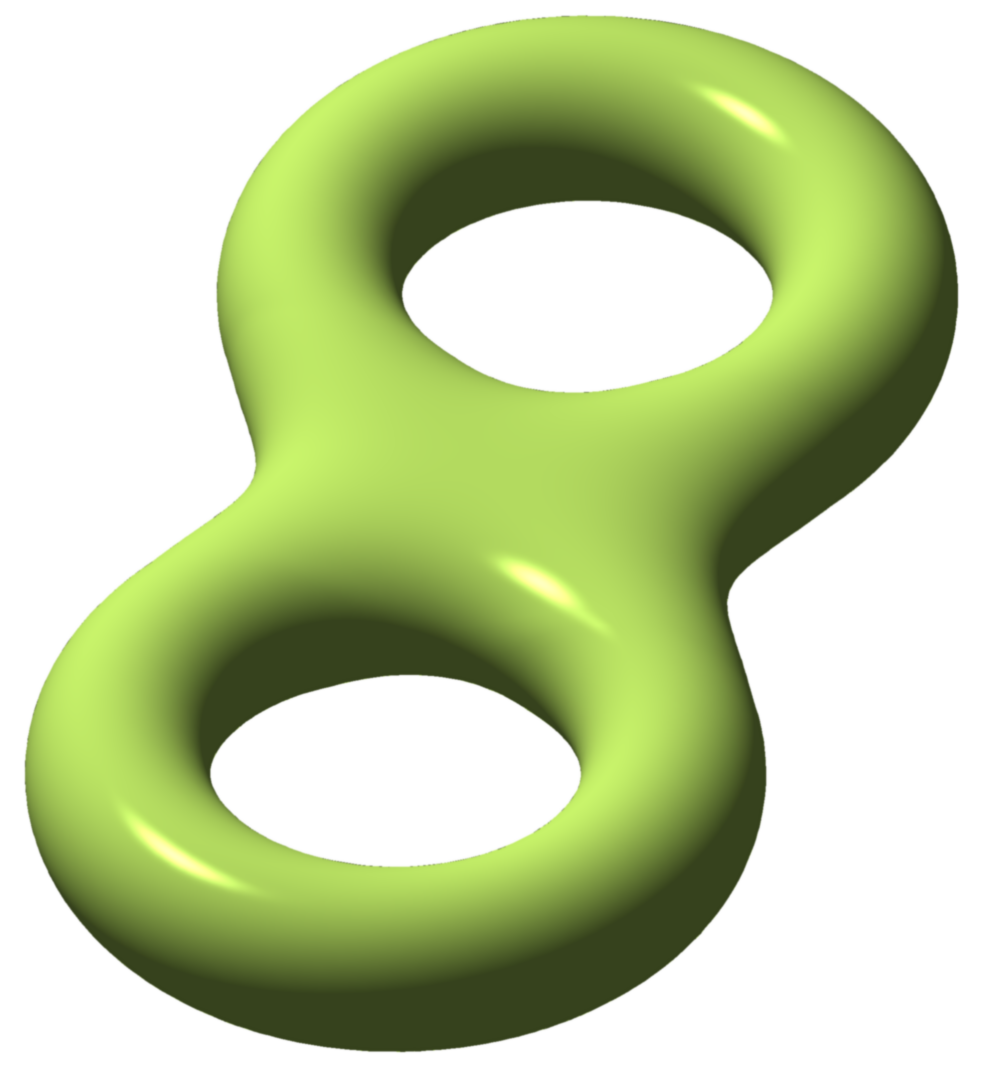
Una superficie de genus-2

En matemáticas, la palabra latina genus (plural genera; "género" en español) tiene algunos significados diferentes, pero estrechamente relacionados entre sí. La forma más rápida, fácil e intuitiva de introducir el concepto de genus es el número de "orificios" de una superficie. Por ejemplo, una esfera tiene genus 0 y un toro tiene genus 1.

## Topología

### Superficies orientables

La taza de café y la rosquilla que se muestran en esta animación tienen genus 1

El genus (o género) de una superficie orientable conexa es un número entero que representa el número máximo de cortes que generen curvas simples cerradas que no se cruzan a sí mismas sin hacer que la variedad resultante sea inconexa. Es igual al número de asas que presenta. Alternativamente, se puede definir en términos de la característica de Euler χ, a través de la relación χ = 2 − 2g para superficies cerradas, donde g es el genus. Para superficies con  b fronteras componentes, la ecuación asegura que χ = 2 − 2g − b. En términos sencillos, es la cantidad de "orificios" que tiene un objeto ("orificios" interpretados en el sentido de agujeros de una rosquilla; se consideraría de esta manera que una esfera hueca tiene cero agujeros). Una rosquilla, o toro, tiene 1 de estos orificios, mientras que una esfera tiene 0. La superficie verde que se muestra arriba tiene 2 orificios del tipo correspondiente.
Por ejemplo:
- Una esfera S2 como un disco tienen genus cero.
- Un toro tiene genus uno, al igual que la superficie de una taza de café con un asa. Esta es el origen del chiste "los topólogos son personas que no pueden distinguir su rosquilla de su taza de café".

En el artículo sobre el polígono fundamental se da una construcción explícita de superficies de genus g.

Genus de superficies orientables
Genus 0
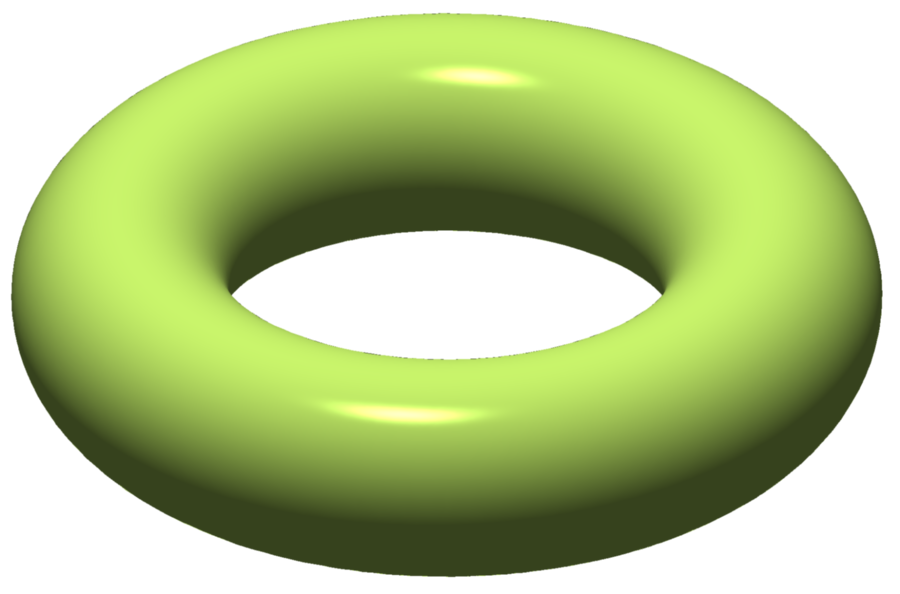
Genus 1
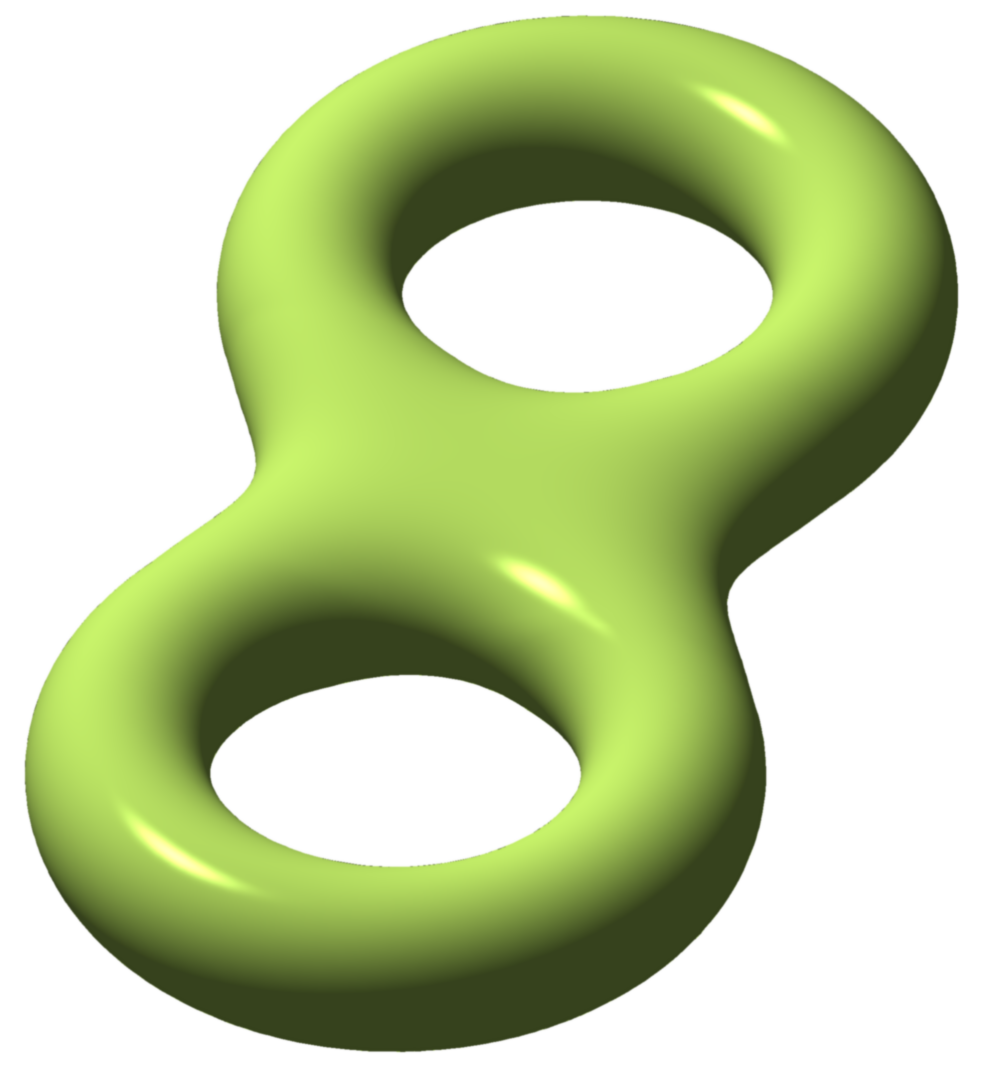
Genus 2
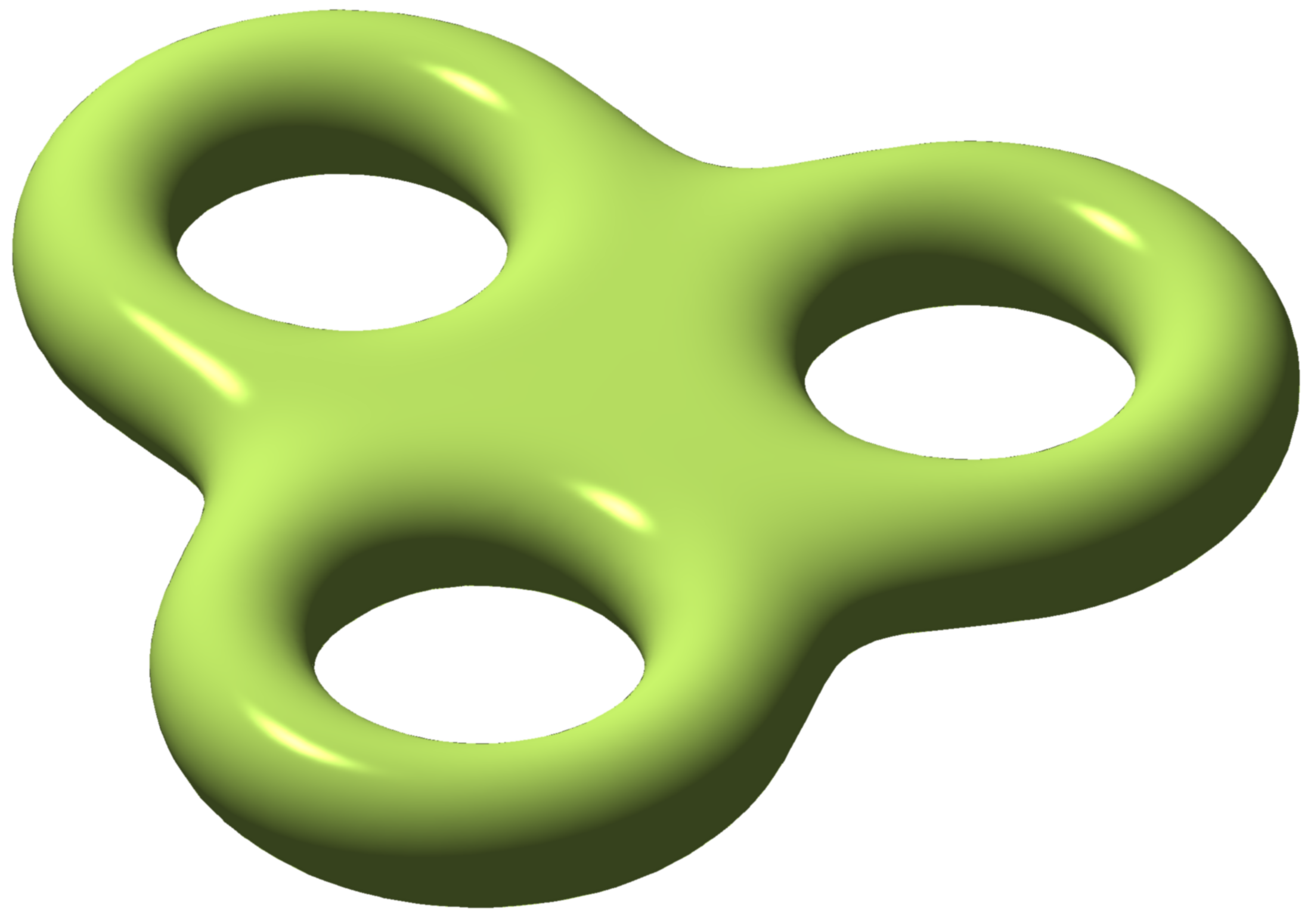
Genus 3

En términos más simples, el valor del genus de una superficie orientable es igual al número de "agujeros" que tiene.

### Superficies no orientables
El genus no orientable, demigenus o genus de Euler de una superficie cerrada no orientable conexa es un número entero positivo que representa el número de bandas de Möbius adjuntas a un esfera. Alternativamente, se puede definir para una superficie cerrada en términos de la característica de Euler χ, a través de la relación χ = 2 − k, donde k es el genus no orientable.
Por ejemplo:
- Un plano proyectivo real tiene genus no orientable 1.
- Una botella de Klein tiene genus no orientable 2.

### Nudos
El genus de un nudo K se define como el genus mínimo de todas las superficies de Seifert de K. Una superficie de Seifert de un nudo es, sin embargo, un variedad, siendo el límite el nudo, es decir, es homeomorfa al círculo unitario. El genus de tal superficie se define como el genus de la doble variedad, que se obtiene pegando el disco unitario en el límite.

### Cubo con asas
El genus de un cubo con asas tridimensional es un número entero que representa el número máximo de cortes a lo largo de discos embebidos en él que se pueden realizar sin desconectar la variedad resultante. Es igual a su número de asas.
Por ejemplo:
- Una bola tiene genus 0.
- Un toro sólido D2 × S1 tiene genus 1.

### Teoría de grafos
El genus de un grafo es el entero mínimo n tal que el gráfico se puede dibujar sin cruzarse en una esfera con n asas (es decir, una superficie orientada de género n). Por lo tanto, un grafo plano tiene género 0, porque se puede dibujar en una esfera sin autocruzamiento.
El genus no orientable de un grafo es el entero mínimo n tal que el gráfico se puede dibujar sin cruzarse en una esfera con n tapas cruzadas (es decir, una superficie no orientable de genus (no orientable) n. Este número también se llama demigenus).
El genus de Euler es el mínimo entero n tal que la gráfica se puede dibujar sin cruzarse sobre una esfera con n tapas cruzadas o sobre una esfera con n/2 asas.
En teoría de grafos topológica hay varias definiciones del genus de un grupo. Arthur T. White introdujo el siguiente concepto: el genus de un grupo G es el género mínimo de un grafo de Cayley (conexo, no orientado) para G.
El problema del genus de grafos es NP-completo.

## Geometría algebraica
Hay dos definiciones relacionadas de genus de cualquier esquema algebraico proyectivo X: el genus aritmético y el genus geométrico. Cuando X es una curva algebraica definida sobre el cuerpo de los números complejos, y si X no tiene puntos singulares, entonces estas definiciones concuerdan y coinciden con la definición topológica aplicada a la superficie de Riemann de X (su variedad de puntos complejos). Por ejemplo, la definición de curva elíptica en geometría algebraica es curva proyectiva no singular conexa de genus 1 con un punto racional dado en ella.
Por el teorema de Riemann–Roch, una curva plana irreducible de grado {\displaystyle d} dada por el lugar geométrico de fuga de una sección {\displaystyle s\in \Gamma (\mathbb {P} ^{2},{\mathcal {O}}_{\mathbb {P} ^{2}}(d))} tiene genus geométrico
{\displaystyle g={\frac {(d-1)(d-2)}{2}}-s,}
donde s es el número de singularidades cuando se cuentan propiamente.

## Biología
El genus también se puede calcular para el gráfico que abarca la red de interacciones químicas en ácidos nucleicos o proteínas. En particular, se puede estudiar el crecimiento del genus en una cadena. Tal función (llamada rastro de genus) muestra la complejidad topológica y la estructura de dominio de las biomoléculas.